# Kleingebiet Nagykanizsa
Das Kleingebiet Nagykanizsa (ungarisch Nagykanizsai kistérség) war bis Ende 2012 eine ungarische Verwaltungseinheit (LAU 1) innerhalb des Komitats Zala in Westtransdanubien. Im Zuge der Verwaltungsreform 2013 gingen alle 27 Ortschaften in den nachfolgenden Kreis Nagykanizsa (ungarisch Nagykanizsai járás) über, der außerdem um insgesamt 22 Ortschaften aus dem Kleingebiet Pacsa und dem Kleingebiet Zalakaros verstärkt hervorging.
Ende 2012 lebten auf einer Fläche von 552,93 km² 64.029 Einwohner. Die Bevölkerungsdichte mit 116 Einwohnern/km² und die Bevölkerungszahl waren jeweils die zweithöchste im Komitat.
Der Verwaltungssitz befand sich in der Stadt Nagykanizsa (49.070 Ew.), die rechtlich einem Komitat gleichgestellt ist.

## Ortschaften
| Belezna       | Bocska          | Börzönce    | Csapi             | Eszteregnye      |
| Fityeház      | Fűzvölgy        | Gelsesziget | Hahót             | Homokkomárom     |
| Hosszúvölgy   | Kacorlak        | Liszó       | Magyarszentmiklós | Magyarszerdahely |
| Murakeresztúr | Nagybakónak     | Nagykanizsa | Nagyrécse         | Nemespátró       |
| Pölöskefő     | Rigyác          | Sormás      | Surd              | Szepetnek        |
| Újudvar       | Zalaszentbalázs |             |                   |                  |